# Blerim Džemaili
Blerim Džemaili (albánsky Blerim Xhemaili; makedonsky Блерим Џемаили; * 12. dubna 1986 Tetovo) je bývalý švýcarský profesionální fotbalista albánského původu, který hrál na pozici středního záložníka. Mezi lety 2006 a 2018 odehrál také 69 utkání v dresu švýcarské reprezentace, ve kterých vstřelil 10 branek.
Byl účastníkem Mistrovství světa 2006 v Německu, Mistrovství světa 2014 v Brazílii, Mistrovství Evropy 2016 ve Francii a Mistrovství světa 2018 v Rusku.

## Klubová kariéra
Narodil se v makedonském městě Tetovo v bývalé Jugoslávii. Když mu byly 4 roky, rodiče se s ním odstěhovali kvůli válce v Jugoslávii do Švýcarska, kde začal s fotbalem. V dorosteneckém věku hrál za týmy FC Oerlikon, FC Unterstrass a SC Young Fellows Juventus. V roce 2003 podepsal svůj první profesionální kontrakt s klubem FC Zürich. Během 4 let s ním vyhrál dvakrát švýcarský ligový titul (2006, 2007) a jednou švýcarský fotbalový pohár (2005).
V únoru 2007 přestoupil jako volný hráč do klubu Bolton Wanderers z anglické Premier League. Záhy se však zranil. Od začátku sezony 2008/09 působí v Itálii (nejprve na hostování v Torino FC). Poté hrál za Parma FC a od roku 2011 za SSC Neapol, s nímž získal dvakrát italský pohár (Coppa Italia).
1. září 2014 přestoupil za cca 2,35 milionu eur do tureckého klubu Galatasaray SK, kde podepsal tříletou smlouvu.

## Reprezentační kariéra
Džemaili reprezentoval Švýcarsko v mládežnické kategorii U21.
Svůj debut za A-mužstvo Švýcarska absolvoval 1. března 2006 v přátelském utkání v Glasgowě proti reprezentaci Skotska (výhra 3:1).
Zúčastnil se Mistrovství světa 2006 v Německu, kde ale neodehrál ani jeden zápas.
Německý trenér Švýcarska Ottmar Hitzfeld jej nominoval na Mistrovství světa 2014 v Brazílii. Džemaili jednou skóroval v utkání základní skupiny E proti Francii (porážka 2:5). Švýcaři se se 6 body kvalifikovali z druhého místa skupiny do osmifinále proti Argentině, které podlehli 0:1 po prodloužení a z turnaje byli vyřazeni.